# پایکوب نوک‌درشت
پایکوب نوک‌درشت (نام علمی: Saltator maxillosus) نام یک گونه از سرده پایکوب است.